# Aeshna yemenensis
Aeshna yemenensis là một loài chuồn chuồn ngô thuộc họ Aeshnidae. Nó là loài đặc hữu của Yemen. Môi trường sống tự nhiên của chúng là sông ngòi. Chúng hiện đang bị đe dọa vì mất môi trường sống.